# Waterhappertje

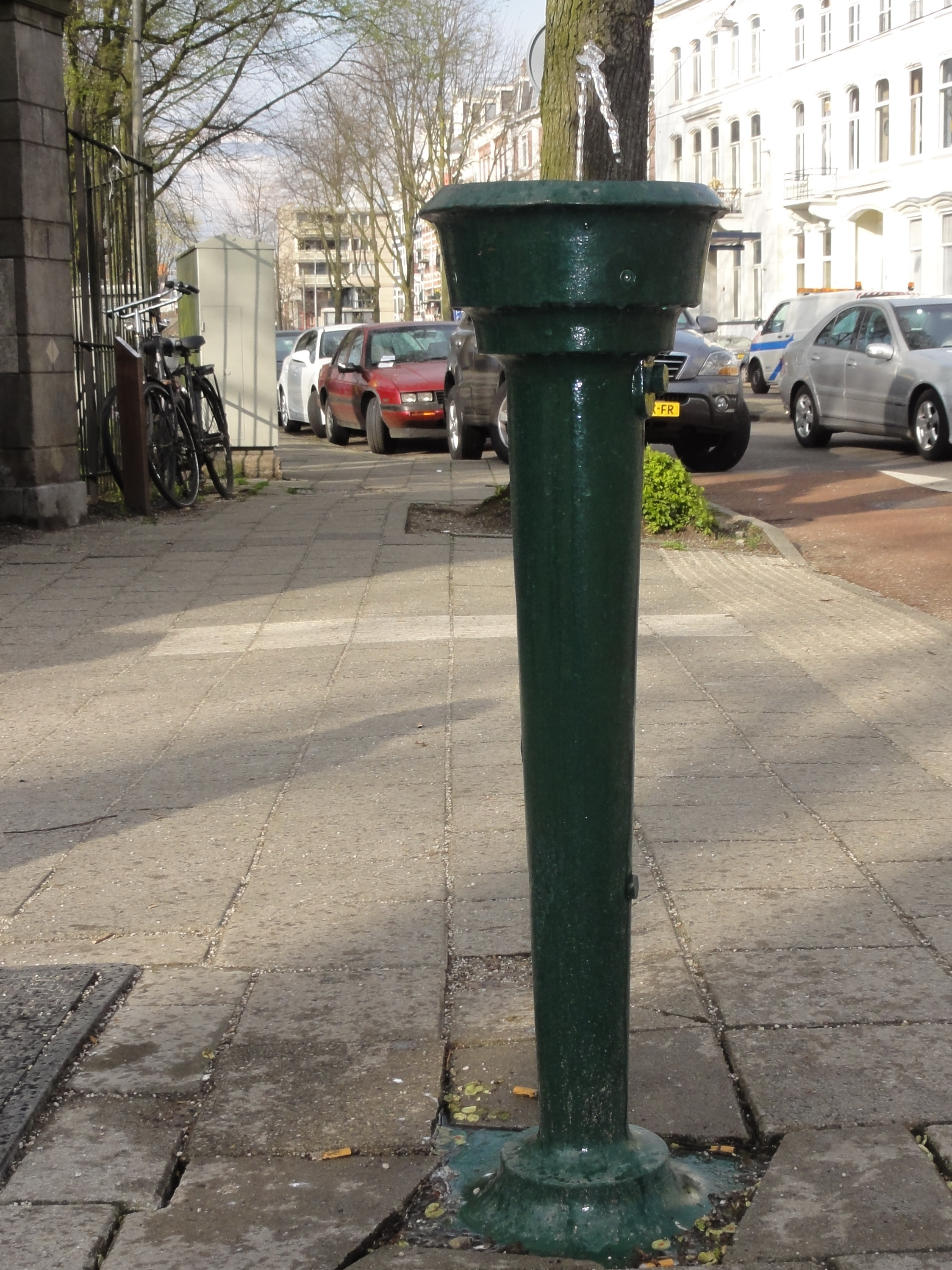
Waterhappertje in Amsterdam

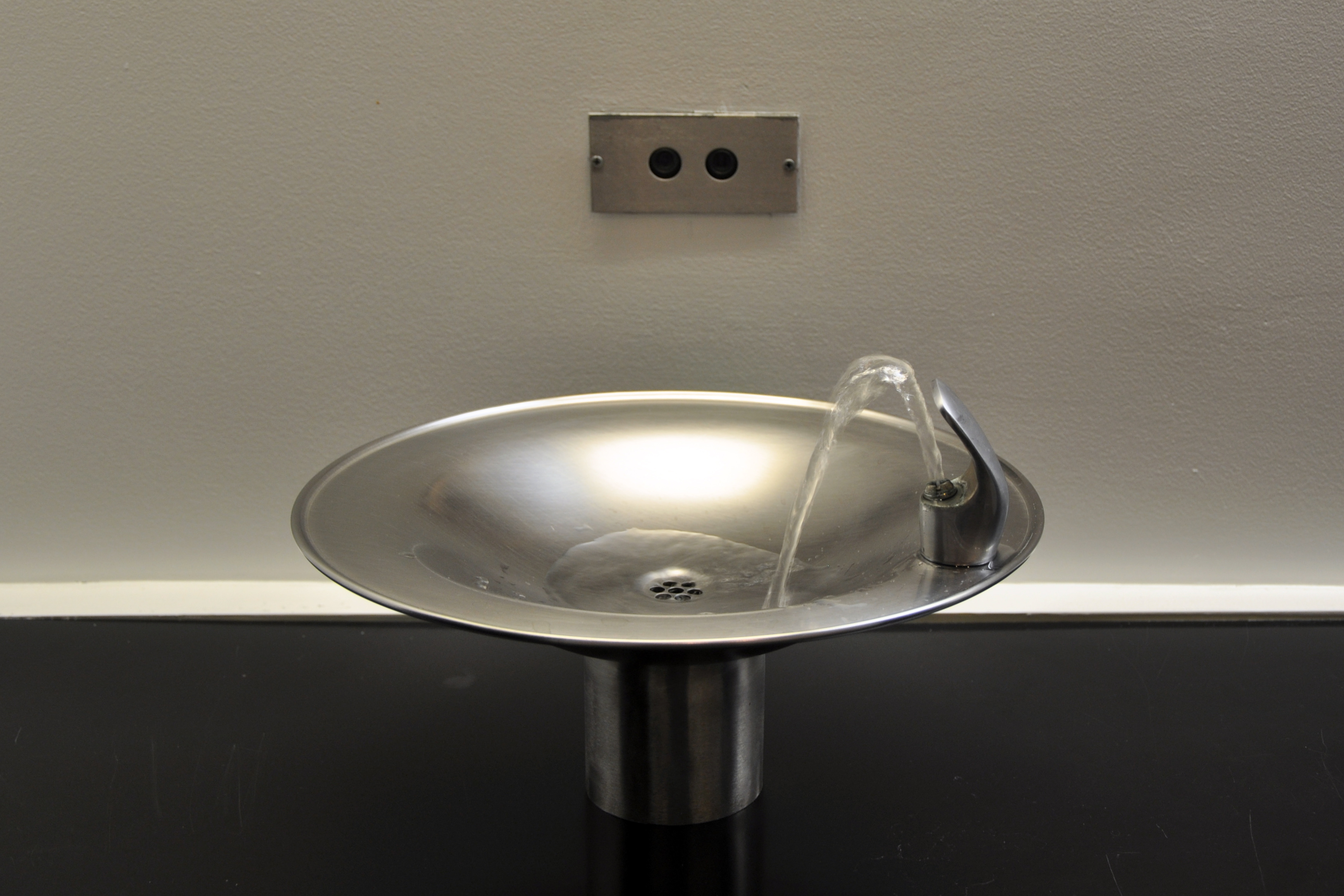
Drinkfontein

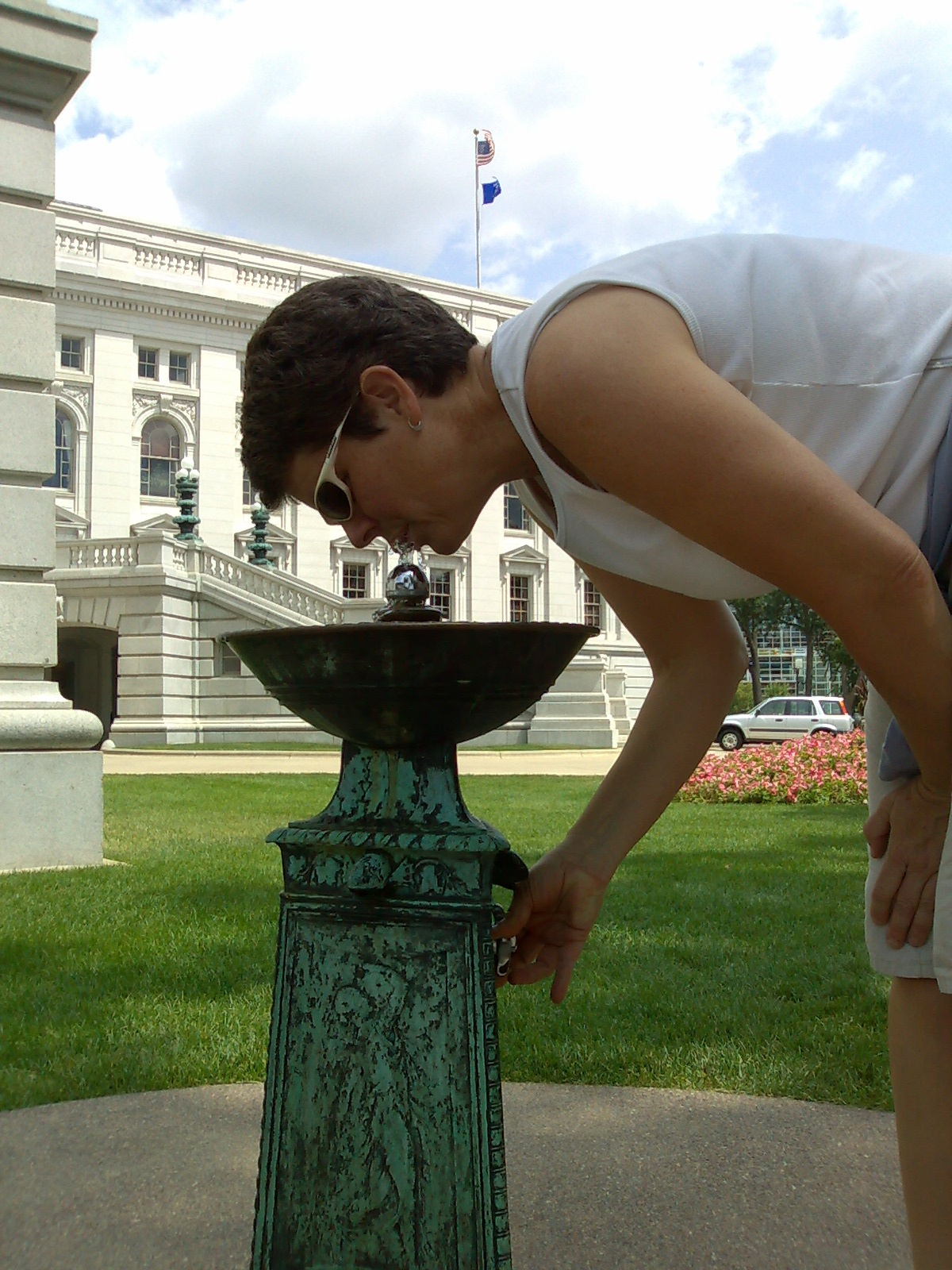
Een waterhapper in Madison, Wisconsin, VS

Een waterhappertje of drinkfontein is een vrij beschikbare drinkwatervoorziening, bestaande uit een fonteintje waaruit continu of op aanvraag een straaltje leidingwater omhoog spuit dat als het ware 'gehapt' kan worden door de dorstige passant. Oorspronkelijk bevonden deze voorzieningen zich buiten op de openbare weg, vooral bij parken of speelplaatsen, maar ze zijn ook aanwezig in bijvoorbeeld vliegvelden en kantoren.
Buiten bestaat een waterhapper meestal uit een paal met een ronde bak, met een groene of later soms ook grijze kleur. Exemplaren binnen zijn meestal metaalkleurige ronde of vierkante bakken. Het overtollige water loopt via de bak naar het riool. De waterhappertjes die buiten zijn geplaatst zijn in de winter buiten gebruik om bevriezing te voorkomen.

## Amsterdam
In Amsterdam stonden circa 90 waterhappertjes op openbare en toegankelijke plekken. Het eerste exemplaar werd in 1903 geplaatst, vanuit de gedachte dat drinkwater voor iedereen makkelijk toegankelijk zou moeten zijn. De laatste jaren is het het aantal waterhappertjes fors afgenomen. Alleen in het Amsterdamse bos zijn ze nog volop aanwezig.
Sinds 2009 dringt de SP in Amsterdam aan op meer openbare drinkwaterfonteintjes, die om waterverspilling tegen te gaan zouden moeten worden voorzien van een knop of een kraan. Bij het traditionele ontwerp loopt er constant water (per 24 uur ca. 1.000 liter) en gaat er veel water verloren. Inmiddels is een nieuw model ontworpen. Een eerste exemplaar stond in 2011 op proef bij de ingang van het Wertheimpark. Deze blauwe variant was voorzien van een bedieningsknop. Ook ging er ’s avonds een (led)lampje branden bij het drinken.
Anno 2022 zijn er in plaats van waterhappertjes vele watertappunten in de stad aanwezig onder meer op stations.

## Elders
Waterhappertjes worden in vele landen aangetroffen.